# Beate Bille
Pour les articles homonymes, voir Bille.
Beate Bille, née le 17 novembre 1976, est une actrice danoise.

## Filmographie

### Au cinéma
- 1998 : La Nuit des vampires (Nattens engel)
- 1999 : Dybt vand
- 2005 : Die blaue Grenze
- 2005 : Homicide (Manslaughter) : Pil
- 2006 : Fidibus
- 2007 : L'Île aux sorciers (De fortabte sjæles ø) : Linea
- 2008 : Blå mænd : Dorte
- 2014 : Les Enquêtes du département V : Profanation (Fasandræberne) : Thelma

### À la télévision
- 1999 : Taxa (série télévisée) : Hermans Sekretær